# Arkys furcatus
Arkys furcatus là một loài nhện trong họ Araneidae.
Loài này thuộc chi Arkys. Arkys furcatus được miêu tả năm 1978 bởi Balogh.